# Sibodak Sosa Jae
Sibodak Sosa Jae is een bestuurslaag in het regentschap Padang Lawas van de provincie Noord-Sumatra, Indonesië. Sibodak Sosa Jae telt 1748 inwoners (volkstelling 2010).